# 下索普
下索普（法語：Soppe-le-Bas，法語發音：[sɔp lə ba] ⓘ）是法国上莱茵省的一个市镇，与上索普相邻，属于坦恩-盖布维莱尔区。

## 地理
下索普（47°43'2"N, 7°5'22"E）面积5.68 平方千米，位于法国大東部大區上莱茵省，该省份为法国东部内陆省份，是阿尔萨斯的一部分，今与下莱茵省组成了阿尔萨斯欧洲集体，其北临下莱茵省，西接孚日省，西南接贝尔福地区省，东侧沿莱茵河与德国相望，南与瑞士接壤。
与下索普接壤的市镇（或旧市镇、城区）包括：盖沃奈姆、比尔诺普莱奥、下比诺普特、吉尔德维莱尔、迪夫马滕、布雷滕、上苏尔茨巴克。
下索普的时区为UTC+01:00、UTC+02:00（夏令时）。

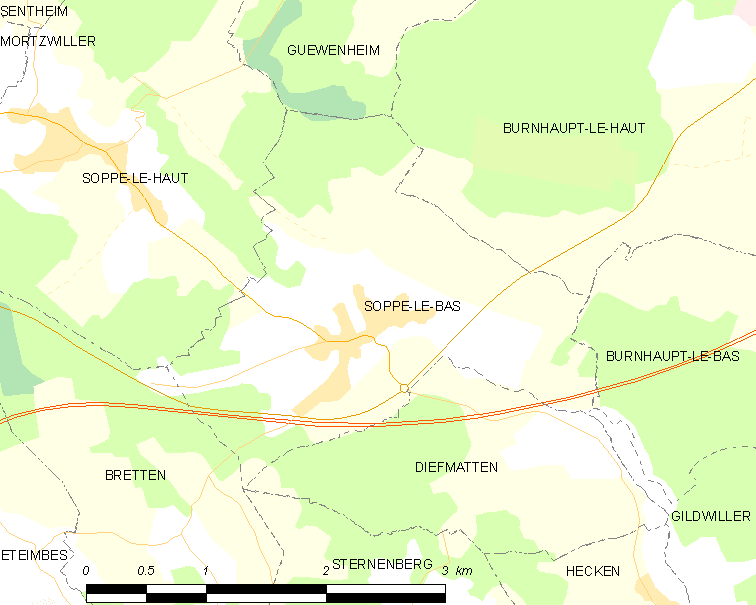
下索普的OSM定位图

## 行政
下索普的邮政编码为68780，INSEE市镇编码为68313。

## 政治
下索普所属的省级选区为马斯沃-尼德布吕克县。

## 人口

1962-2008年间下索普人口变化图示

下索普于2022年1月1日时的人口数量为780人。